# NASCAR Cup Series 2021

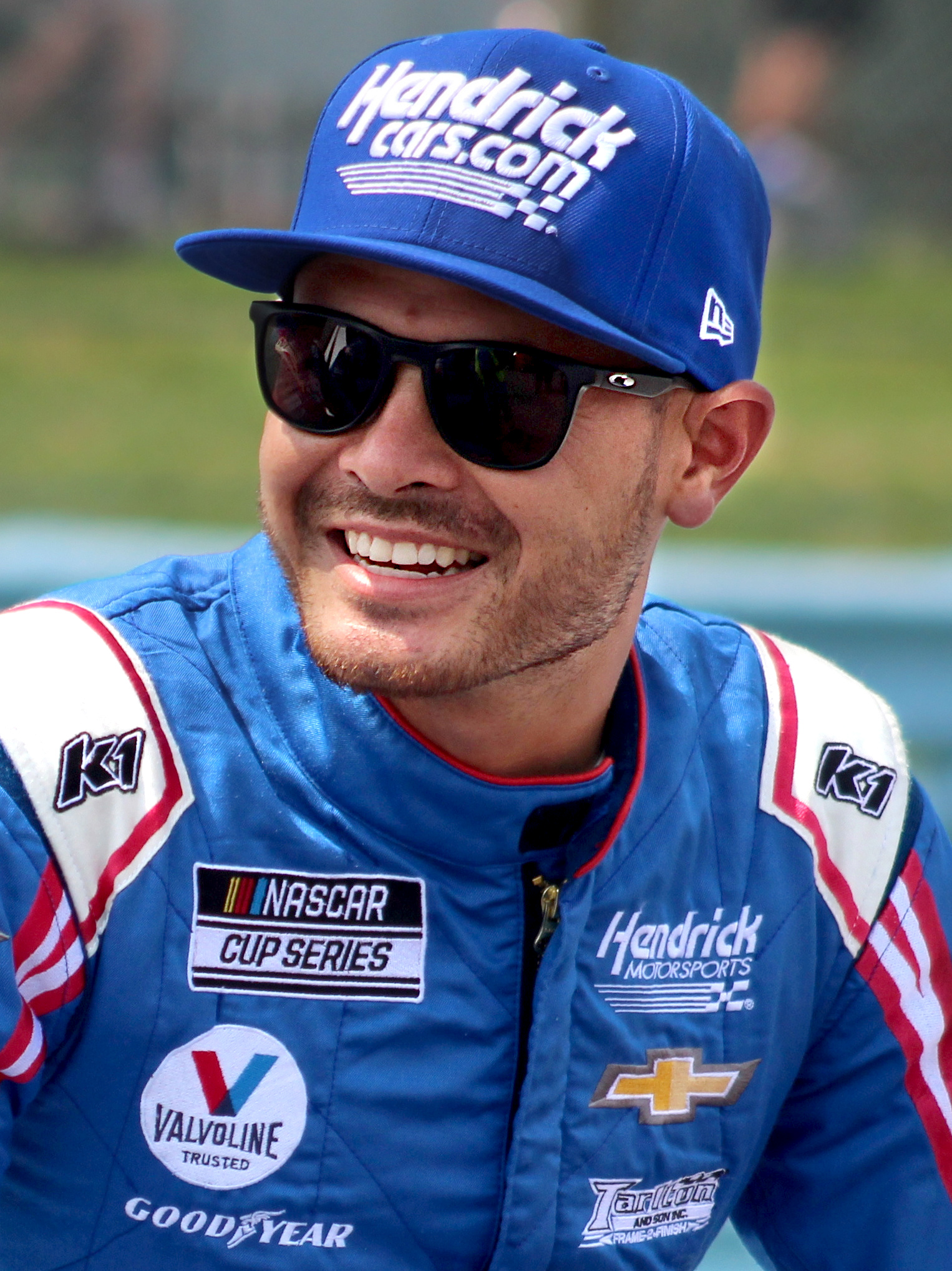
Kyle Larson, il campione del 2021 e il campione della stagione regolare 2021.

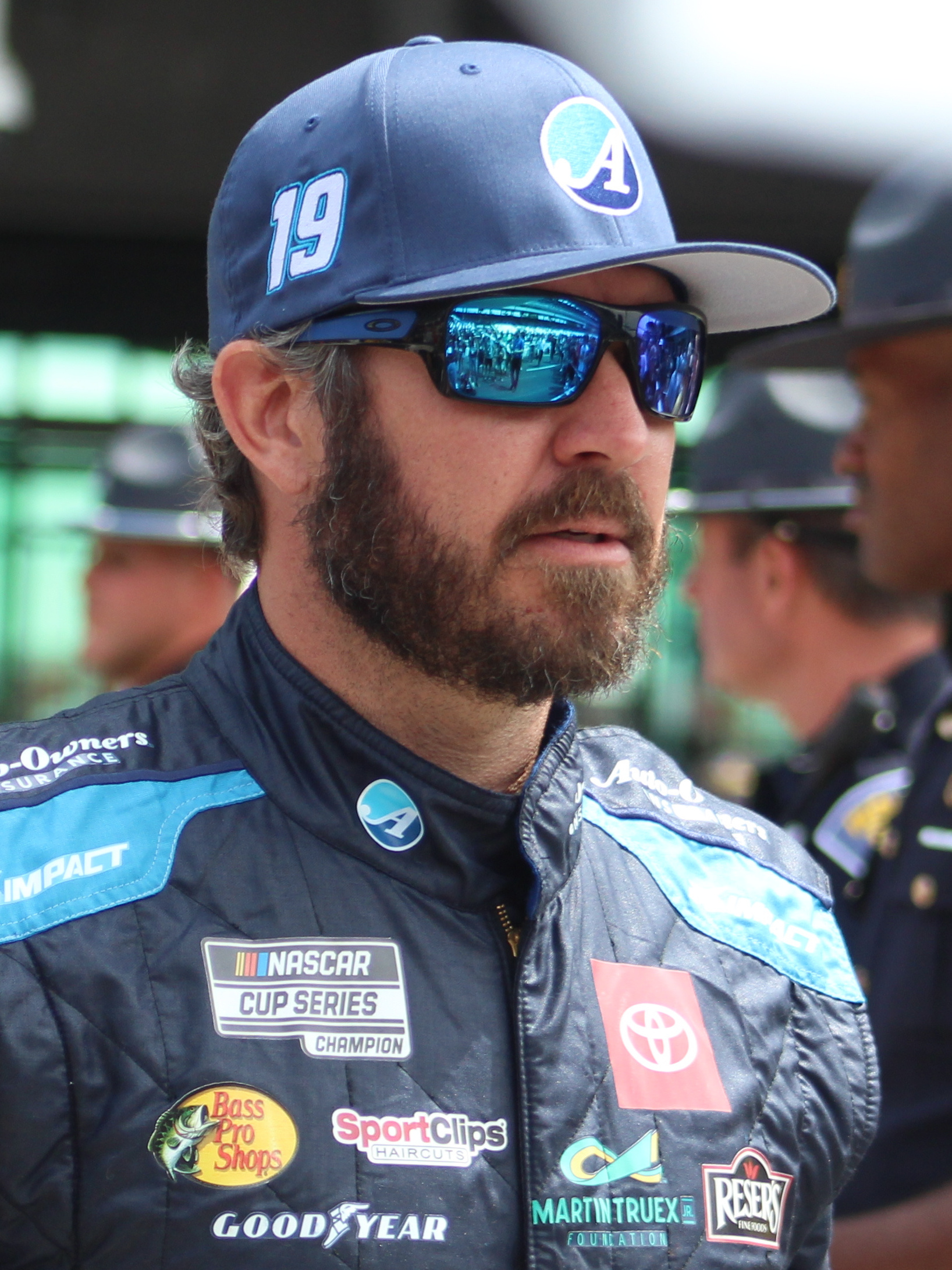
Martin Truex Jr., è arrivato secondo dietro a Larson in campionato.

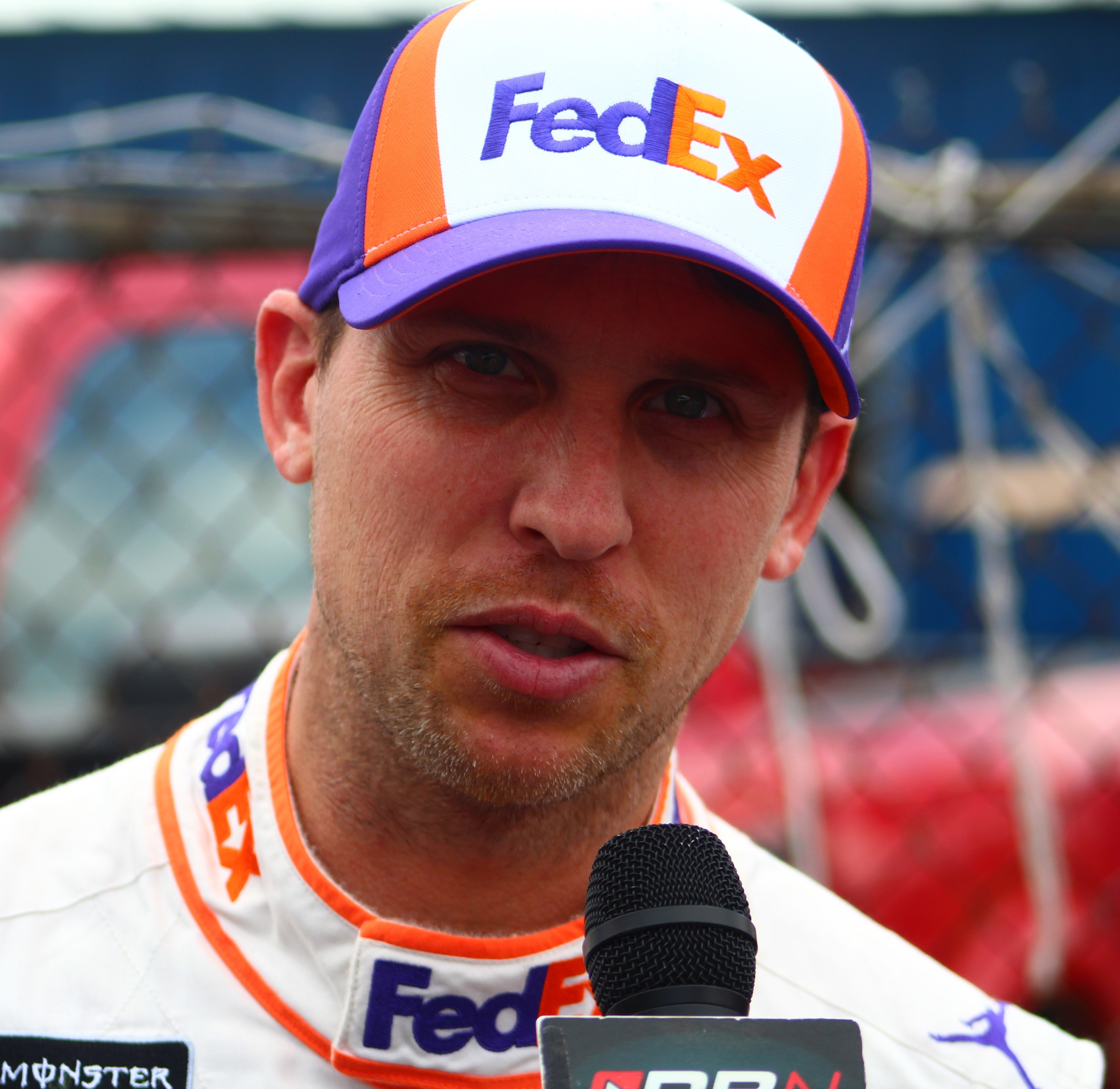
Denny Hamlin, arrivato terzo in campionato.

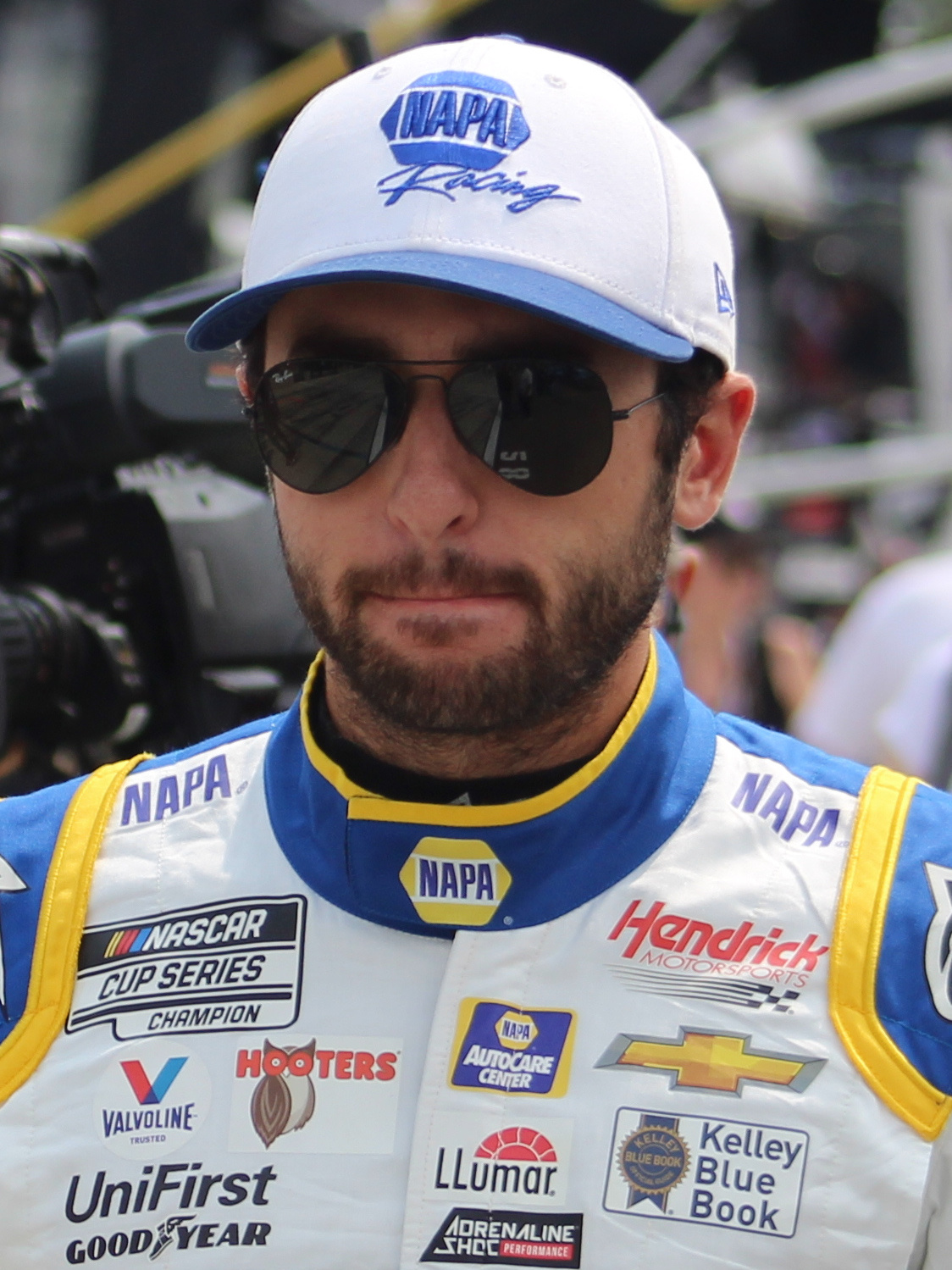
Chase Elliott, il campione in carica, arrivato quarto in classifica.

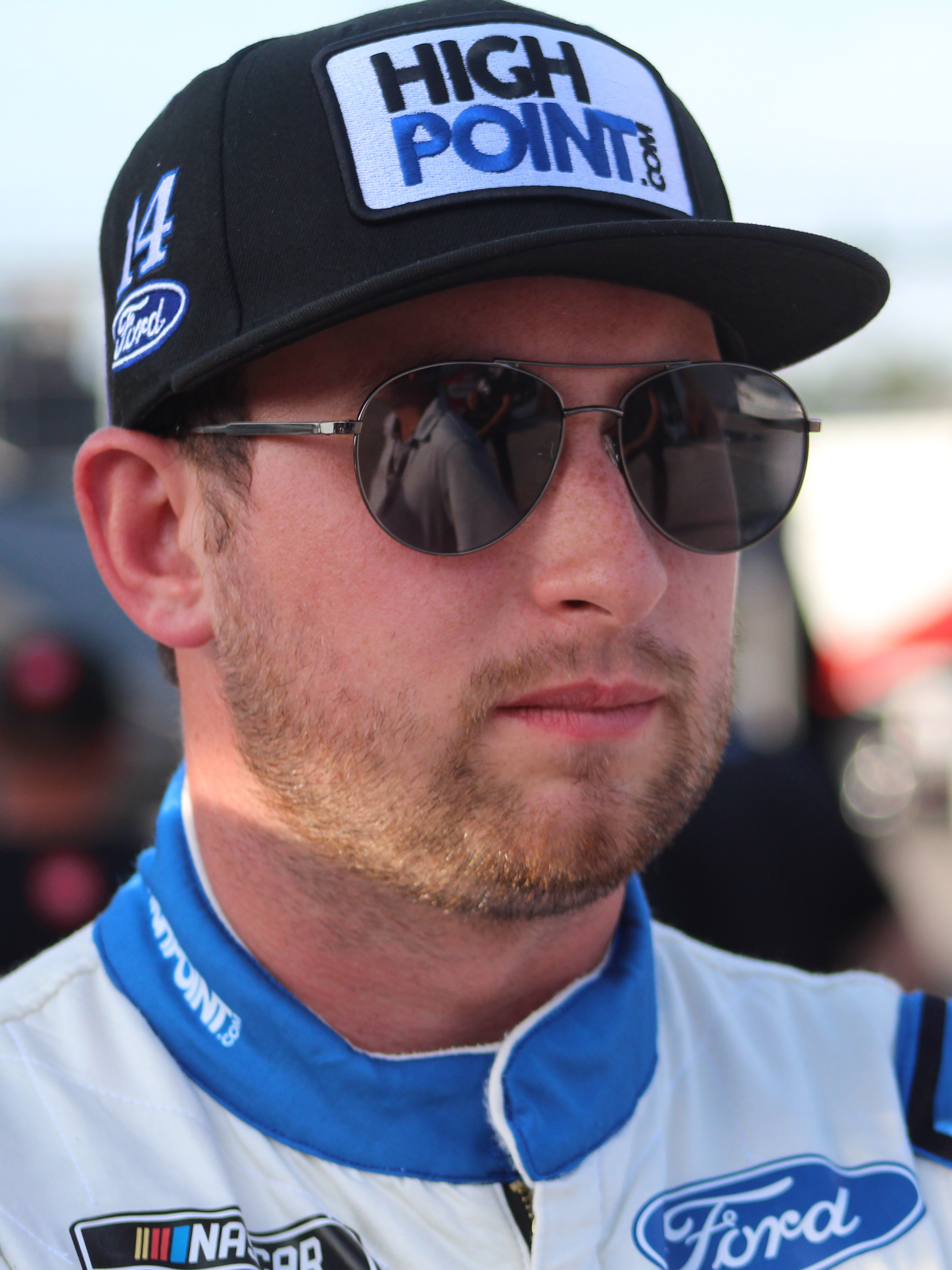
Chase Briscoe, il 2021 NASCAR Rookie of the Year.

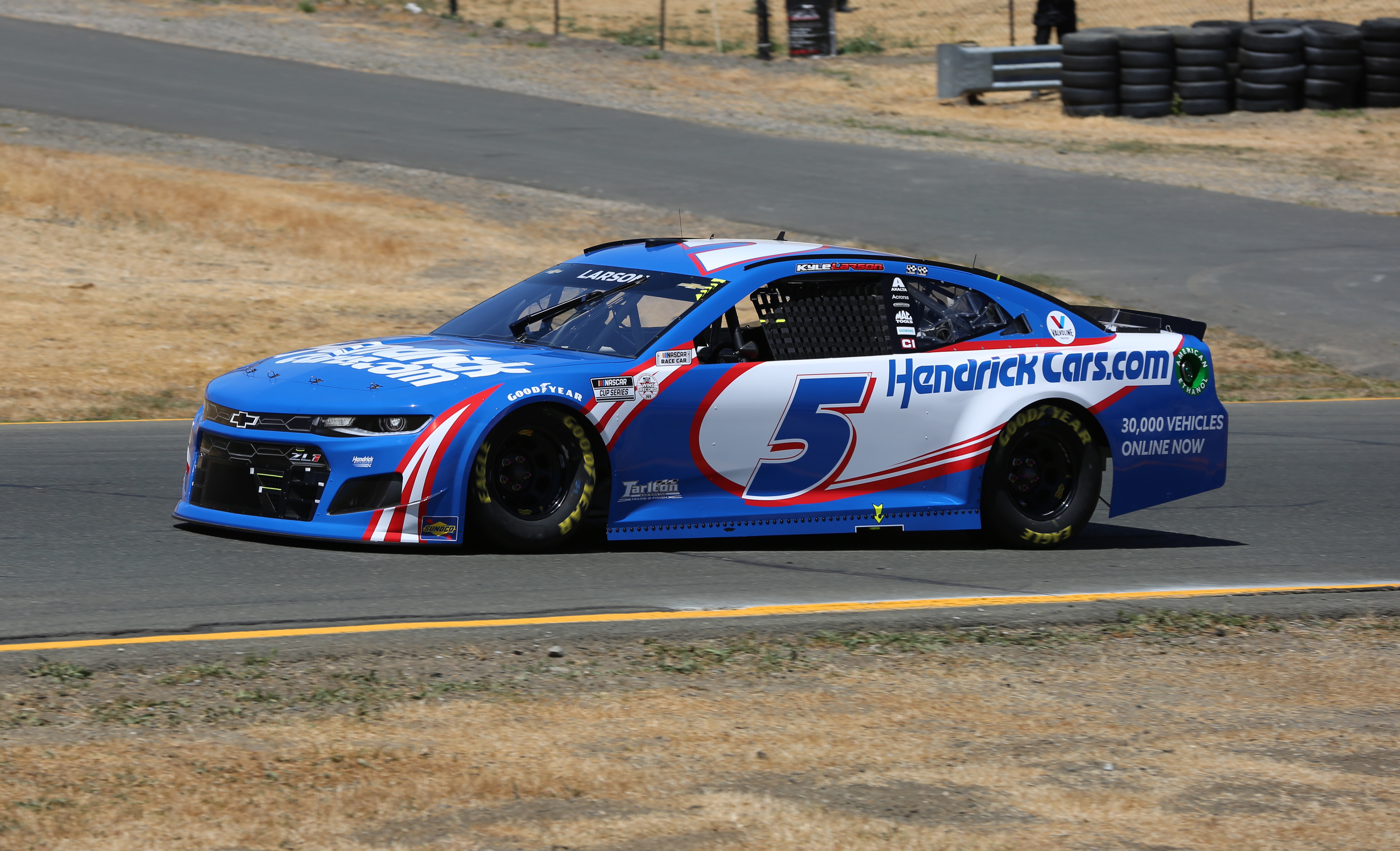
Chevrolet ha vinto il campionato costruttori con 1336 punti e 19 vittorie.

La NASCAR Cup Series 2021 è stata la 73ª edizione del massimo campionato motoristico NASCAR e la 50ª dall'inizio dell'era moderna della NASCAR. È iniziata l'11 febbraio con le qualificazioni per la 63ª edizione della Daytona 500 e si è conclusa con la gara del "Championship 4" (fase finale dei playoff della NASCAR) disputata al Phoenix Raceway. Kyle Larson dopo prestazioni dominanti ha concluso sia la regular season che l'intera stagione come campione. Per il secondo anno di fila, un pilota Hendrick Motorsports è campione della Cup Series (nel 2020 fu Chase Elliott a conquistare il titolo). Chevrolet ha conquistato il 40° campionato costruttori con 19 vittorie e 1336 punti.

## Scuderie e piloti

### Team partecipanti
| Costruttore         | Team                      | No. | Pilota              | Capo squadra                                    |
| ------------------- | ------------------------- | --- | ------------------- | ----------------------------------------------- |
| Chevrolet           | Chip Ganassi Racing       | 1   | Kurt Busch          | Matt McCall                                     |
| Chevrolet           | Chip Ganassi Racing       | 42  | Ross Chastain       | Phil Surgen                                     |
| Chevrolet           | Hendrick Motorsports      | 5   | Kyle Larson         | Cliff Daniels                                   |
| Chevrolet           | Hendrick Motorsports      | 9   | Chase Elliott       | Alan Gustafson 35 Tom Gray 1                    |
| Chevrolet           | Hendrick Motorsports      | 24  | William Byron       | Rudy Fugle                                      |
| Chevrolet           | Hendrick Motorsports      | 48  | Alex Bowman         | Greg Ives                                       |
| Chevrolet           | JTG Daugherty Racing      | 47  | Ricky Stenhouse Jr. | Brian Pattie                                    |
| Chevrolet           | Richard Childress Racing  | 3   | Austin Dillon       | Justin Alexander                                |
| Chevrolet           | Richard Childress Racing  | 8   | Tyler Reddick       | Randall Burnett 35 Andrew Dickenson 1           |
| Chevrolet           | Richard Petty Motorsports | 43  | Erik Jones          | Jerry Baxter                                    |
| Chevrolet           | Spire Motorsports         | 7   | Corey LaJoie 35     | Ryan Sparks 35 Steve Letarte 1                  |
| Chevrolet           | Spire Motorsports         | 7   | Josh Berry 1        | Ryan Sparks 35 Steve Letarte 1                  |
| Chevrolet           | Spire Motorsports         | 77  | Jamie McMurray 1    | Kevin Bellicourt 34 Peter Sospenzo 2            |
| Chevrolet           | Spire Motorsports         | 77  | Justin Haley 30     | Kevin Bellicourt 34 Peter Sospenzo 2            |
| Chevrolet           | Spire Motorsports         | 77  | Stewart Friesen 1   | Kevin Bellicourt 34 Peter Sospenzo 2            |
| Chevrolet           | Spire Motorsports         | 77  | Josh Berry 1        | Kevin Bellicourt 34 Peter Sospenzo 2            |
| Chevrolet           | Spire Motorsports         | 77  | Ben Rhodes 1        | Kevin Bellicourt 34 Peter Sospenzo 2            |
| Chevrolet           | Spire Motorsports         | 77  | Justin Allgaier 2   | Kevin Bellicourt 34 Peter Sospenzo 2            |
| Chevrolet           | StarCom Racing            | 00  | Quin Houff          | George Church                                   |
| Chevrolet           | Trackhouse Racing Team    | 99  | Daniel Suárez       | Travis Mack 34 Jose Blasco-Figueroa 2           |
| Ford                | Front Row Motorsports     | 34  | Michael McDowell    | Drew Blickensderfer 35 Jason Sheets 1           |
| Ford                | Front Row Motorsports     | 38  | Anthony Alfredo (R) | Seth Barbour 34 Derrick Finley 2                |
| Ford                | Live Fast Motorsports     | 78  | B. J. McLeod 28     | Frank Kerr                                      |
| Ford                | Live Fast Motorsports     | 78  | Scott Heckert 3     | Frank Kerr                                      |
| Ford                | Live Fast Motorsports     | 78  | Shane Golobic 1     | Frank Kerr                                      |
| Ford                | Live Fast Motorsports     | 78  | Kyle Tilley 3       | Frank Kerr                                      |
| Ford                | Live Fast Motorsports     | 78  | Andy Lally 1        | Frank Kerr                                      |
| Ford                | Rick Ware Racing          | 52  | Josh Bilicki 35     | Peter Sospenzo 10 Jason Houghtaling 26          |
| Ford                | Rick Ware Racing          | 52  | Joey Hand 1         | Peter Sospenzo 10 Jason Houghtaling 26          |
| Ford                | Roush Fenway Racing       | 6   | Ryan Newman         | Scott Graves 31 Luke Lambert 5                  |
| Ford                | Roush Fenway Racing       | 17  | Chris Buescher      | Luke Lambert 31 Scott Graves 5                  |
| Ford                | Stewart-Haas Racing       | 4   | Kevin Harvick       | Rodney Childers 35 Greg Zipadelli 1             |
| Ford                | Stewart-Haas Racing       | 10  | Aric Almirola       | Mike Bugarewicz                                 |
| Ford                | Stewart-Haas Racing       | 14  | Chase Briscoe (R)   | Johnny Klausmeier 35 Michael Cook 1             |
| Ford                | Stewart-Haas Racing       | 41  | Cole Custer         | Mike Shiplett 35 Davin Restivo 1                |
| Ford                | Team Penske               | 2   | Brad Keselowski     | Jeremy Bullins 33 Grant Hutchens 3              |
| Ford                | Team Penske               | 12  | Ryan Blaney         | Todd Gordon                                     |
| Ford                | Team Penske               | 22  | Joey Logano         | Paul Wolfe 35 Jonathan Hassler 1                |
| Ford                | Wood Brothers Racing      | 21  | Matt DiBenedetto    | Greg Erwin 15 Jonathan Hassler 21               |
| Toyota              | 23XI Racing               | 23  | Bubba Wallace       | Mike Wheeler 28 Bootie Barker 8                 |
| Toyota              | Joe Gibbs Racing          | 11  | Denny Hamlin        | Chris Gabehart                                  |
| Toyota              | Joe Gibbs Racing          | 18  | Kyle Busch          | Ben Beshore 35 Seth Chavka 1                    |
| Toyota              | Joe Gibbs Racing          | 19  | Martin Truex Jr.    | James Small                                     |
| Toyota              | Joe Gibbs Racing          | 20  | Christopher Bell    | Adam Stevens 35 Chris Sherwood 1                |
| Chevrolet 35 Ford 1 | Petty Ware Racing         | 51  | Cody Ware 31        | Mike Hillman Sr. 35 Billy Plourde 1             |
| Chevrolet 35 Ford 1 | Petty Ware Racing         | 51  | Garrett Smithley 2  | Mike Hillman Sr. 35 Billy Plourde 1             |
| Chevrolet 35 Ford 1 | Petty Ware Racing         | 51  | J. J. Yeley 2       | Mike Hillman Sr. 35 Billy Plourde 1             |
| Chevrolet 35 Ford 1 | Petty Ware Racing         | 51  | James Davison 1     | Mike Hillman Sr. 35 Billy Plourde 1             |
| Chevrolet 34 Ford 2 | Rick Ware Racing          | 15  | Derrike Cope 1      | Pat Tryson 23 Ken Evans 11 Billy Plourde 2      |
| Chevrolet 34 Ford 2 | Rick Ware Racing          | 15  | James Davison 17    | Pat Tryson 23 Ken Evans 11 Billy Plourde 2      |
| Chevrolet 34 Ford 2 | Rick Ware Racing          | 15  | Joey Gase 8         | Pat Tryson 23 Ken Evans 11 Billy Plourde 2      |
| Chevrolet 34 Ford 2 | Rick Ware Racing          | 15  | Chris Windom 1      | Pat Tryson 23 Ken Evans 11 Billy Plourde 2      |
| Chevrolet 34 Ford 2 | Rick Ware Racing          | 15  | J. J. Yeley 1       | Pat Tryson 23 Ken Evans 11 Billy Plourde 2      |
| Chevrolet 34 Ford 2 | Rick Ware Racing          | 15  | Bayley Currey 1     | Pat Tryson 23 Ken Evans 11 Billy Plourde 2      |
| Chevrolet 34 Ford 2 | Rick Ware Racing          | 15  | R. C. Enerson 1     | Pat Tryson 23 Ken Evans 11 Billy Plourde 2      |
| Chevrolet 34 Ford 2 | Rick Ware Racing          | 15  | Garrett Smithley 4  | Pat Tryson 23 Ken Evans 11 Billy Plourde 2      |
| Chevrolet 34 Ford 2 | Rick Ware Racing          | 15  | Josh Bilicki 1      | Pat Tryson 23 Ken Evans 11 Billy Plourde 2      |
| Chevrolet 34 Ford 2 | Rick Ware Racing          | 15  | Ryan Ellis 1        | Pat Tryson 23 Ken Evans 11 Billy Plourde 2      |
| Ford 8 Chevrolet 28 | Rick Ware Racing          | 53  | Joey Gase 8         | Billy Plourde 33 Mike Hillman Sr. 1 Ken Evans 2 |
| Ford 8 Chevrolet 28 | Rick Ware Racing          | 53  | Garrett Smithley 21 | Billy Plourde 33 Mike Hillman Sr. 1 Ken Evans 2 |
| Ford 8 Chevrolet 28 | Rick Ware Racing          | 53  | J. J. Yeley 4       | Billy Plourde 33 Mike Hillman Sr. 1 Ken Evans 2 |
| Ford 8 Chevrolet 28 | Rick Ware Racing          | 53  | Cody Ware 1         | Billy Plourde 33 Mike Hillman Sr. 1 Ken Evans 2 |
| Ford 8 Chevrolet 28 | Rick Ware Racing          | 53  | Ryan Eversley 1     | Billy Plourde 33 Mike Hillman Sr. 1 Ken Evans 2 |
| Ford 8 Chevrolet 28 | Rick Ware Racing          | 53  | James Davison 1     | Billy Plourde 33 Mike Hillman Sr. 1 Ken Evans 2 |

### Team non partecipanti

#### Programma completo
| Modello   | Team                 | No. | Pilota      | Capo squadra |
| --------- | -------------------- | --- | ----------- | ------------ |
| Chevrolet | JTG Daugherty Racing | 37  | Ryan Preece | Trent Owens  |

#### Programma limitato
| Costruttore      | Team                     | No. | Pilota             | Capo squadra                                                       | Gare |
| ---------------- | ------------------------ | --- | ------------------ | ------------------------------------------------------------------ | ---- |
| Chevrolet        | Beard Motorsports        | 62  | Noah Gragson       | Darren Shaw                                                        | 1    |
| Chevrolet        | Kaulig Racing            | 16  | Kaz Grala          | Matt Swiderski                                                     | 3    |
| Chevrolet        | Kaulig Racing            | 16  | A. J. Allmendinger | Matt Swiderski                                                     | 5    |
| Chevrolet        | Kaulig Racing            | 16  | Justin Haley       | Matt Swiderski                                                     | 1    |
| Ford             | B. J. McLeod Motorsports | 55  | Matt Mills         | Lee Leslie                                                         | 1    |
| Ford             | Front Row Motorsports    | 36  | David Ragan        | Derrick Finley                                                     | 1    |
| Ford             | Team Penske              | 33  | Austin Cindric     | Miles Stanley                                                      | 7    |
| Toyota           | Gaunt Brothers Racing    | 96  | Ty Dillon          | Dave Winston 3 Jacob Canter 5 A. J. Genail 1                       | 5    |
| Toyota           | Gaunt Brothers Racing    | 96  | Harrison Burton    | Dave Winston 3 Jacob Canter 5 A. J. Genail 1                       | 1    |
| Toyota           | Gaunt Brothers Racing    | 96  | Landon Cassill     | Dave Winston 3 Jacob Canter 5 A. J. Genail 1                       | 2    |
| Toyota           | Gaunt Brothers Racing    | 96  | Parker Kligerman   | Dave Winston 3 Jacob Canter 5 A. J. Genail 1                       | 1    |
| Ford 2 Toyota 3  | MBM Motorsports          | 13  | Garrett Smithley   | Mark Hillman 1 Sebastian LaForge 1 Mike Contarino 2 Johnny Roten 1 | 1    |
| Ford 2 Toyota 3  | MBM Motorsports          | 13  | David Starr        | Mark Hillman 1 Sebastian LaForge 1 Mike Contarino 2 Johnny Roten 1 | 3    |
| Ford 2 Toyota 3  | MBM Motorsports          | 13  | Timmy Hill         | Mark Hillman 1 Sebastian LaForge 1 Mike Contarino 2 Johnny Roten 1 | 1    |
| Ford 5 Toyota 17 | MBM Motorsports          | 66  | Timmy Hill         | Clinton Cram 7 Mike Contarino 2 Johnny Roten 13                    | 13   |
| Ford 5 Toyota 17 | MBM Motorsports          | 66  | Mike Marlar        | Clinton Cram 7 Mike Contarino 2 Johnny Roten 13                    | 1    |
| Ford 5 Toyota 17 | MBM Motorsports          | 66  | David Starr        | Clinton Cram 7 Mike Contarino 2 Johnny Roten 13                    | 4    |
| Ford 5 Toyota 17 | MBM Motorsports          | 66  | Chad Finchum       | Clinton Cram 7 Mike Contarino 2 Johnny Roten 13                    | 2    |
| Ford 5 Toyota 17 | MBM Motorsports          | 66  | J. J. Yeley        | Clinton Cram 7 Mike Contarino 2 Johnny Roten 13                    | 1    |
| Ford 5 Toyota 17 | MBM Motorsports          | 66  | James Davison      | Clinton Cram 7 Mike Contarino 2 Johnny Roten 13                    | 1    |

## Cambi nel regolamento
- Dopo il ribaltamento di Joey Logano nella gara primaverile di Talladega, la NASCAR ha imposto che una barra extra opzionale nel roll-bar fosse obbligatoria a Daytona e Talladega. Inoltre è stato ridotto il distanziale rastremato diminuendo la potenza da 520 a 470. È stato modificato anche lo spoiler per i due cingoli, eliminando il wickerbill sul bordo superiore per ridurre la resistenza aerodinamica e diminuire il pescaggio.[96]
- Il colore degli striscioni sul parabrezza e degli spoiler per le auto dei piloti dei playoff sarà giallo per la prima volta dal 2016, che è stato l'ultimo anno in cui Sprint (uno dei colori del logo è giallo) è stato lo sponsor principale della serie. Sono stati verdi dal 2017 al 2019, gli anni in cui Monster Energy (uno dei colori del loro logo è verde) è stato lo sponsor principale della serie. Nel 2020, non è stato apportato alcun cambio di colore agli striscioni sul parabrezza per i piloti dei playoff, e invece la parola "playoff" ha sostituito il logo della serie sullo striscione del parabrezza anteriore.[97]

## Calendario
Il programma 2021 è stato presentato il 30 settembre 2020.
| No                       | Gare                                                   | Eventi                                                               | Data           |
| ------------------------ | ------------------------------------------------------ | -------------------------------------------------------------------- | -------------- |
|                          | Busch Clash                                            | Daytona International Speedway (Road Course), Daytona Beach, Florida | 9 febbraio     |
| Bluegreen Vacations Duel | Daytona International Speedway, Daytona Beach, Florida | 11 febbraio                                                          |                |
| 1                        | Daytona International Speedway, Daytona Beach, Florida | Daytona 500                                                          | 14–15 febbraio |
| 2                        | O'Reilly Auto Parts 253                                | Daytona International Speedway (Road Course), Daytona Beach, Florida | 21 febbraio    |
| 3                        | Dixie Vodka 400                                        | Homestead-Miami Speedway, Homestead, Florida                         | 28 febbraio    |
| 4                        | Pennzoil 400 presented by Jiffy Lube                   | Las Vegas Motor Speedway, Las Vegas, Nevada                          | 7 marzo        |
| 5                        | Instacart 500                                          | Phoenix Raceway, Phoenix, Arizona                                    | 14 marzo       |
| 6                        | Folds of Honor QuikTrip 500                            | Atlanta Motor Speedway, Hampton, Georgia                             | 21 marzo       |
| 7                        | Food City Dirt Race                                    | Bristol Motor Speedway (Dirt Course), Bristol, Tennessee             | 29 marzo       |
| 8                        | Blue-Emu Maximum Pain Relief 500                       | Martinsville Speedway, Ridgeway, Virginia                            | 10–11 aprile   |
| 9                        | Toyota Owners 400                                      | Richmond Raceway, Richmond, Virginia                                 | 18 aprile      |
| 10                       | GEICO 500                                              | Talladega Superspeedway, Lincoln, Alabama                            | 25 aprile      |
| 11                       | Buschy McBusch Race 400                                | Kansas Speedway, Kansas City, Kansas                                 | 2 maggio       |
| 12                       | Goodyear 400                                           | Darlington Raceway, Darlington, Carolina del Sud                     | 9 maggio       |
| 13                       | Drydene 400                                            | Dover International Speedway, Dover, Delaware                        | 16 maggio      |
| 14                       | EchoPark Texas Grand Prix                              | Circuit of the Americas, Austin, Texas                               | 23 maggio      |
| 15                       | Coca-Cola 600                                          | Charlotte Motor Speedway, Concord, Carolina del Nord                 | 30 maggio      |
| 16                       | Toyota/Save Mart 350                                   | Sonoma Raceway, Sonoma, California                                   | 6 giugno       |
|                          | NASCAR All Star Open                                   | Texas Motor Speedway, Fort Worth, Texas                              | 13 giugno      |
| NASCAR All-Star Race     |                                                        | Texas Motor Speedway, Fort Worth, Texas                              | 13 giugno      |
| 17                       | Ally 400                                               | Nashville Superspeedway, Lebanon, Tennessee                          | 20 giugno      |
| 18                       | Pocono Organics CBD 325                                | Pocono Raceway, Long Pond, Pennsylvania                              | 26 giugno      |
| 19                       | Explore the Pocono Mountains 350                       | Pocono Raceway, Long Pond, Pennsylvania                              | 27 giugno      |
| 20                       | Jockey Made in America 250                             | Road America, Elkhart Lake, Wisconsin                                | 4 luglio       |
| 21                       | Quaker State 400                                       | Atlanta Motor Speedway, Hampton, Georgia                             | 11 luglio      |
| 22                       | Foxwoods Resort Casino 301                             | New Hampshire Motor Speedway, Loudon, New Hampshire                  | 18 luglio      |
| 23                       | Go Bowling at The Glen                                 | Watkins Glen International, Watkins Glen, New York                   | 8 agosto       |
| 24                       | Verizon 200 at the Brickyard                           | Indianapolis Motor Speedway (Road Course), Speedway, Indiana         | 15 agosto      |
| 25                       | FireKeepers Casino 400                                 | Michigan International Speedway, Brooklyn, Michigan                  | 22 agosto      |
| 26                       | Coke Zero Sugar 400                                    | Daytona International Speedway, Daytona Beach, Florida               | 28 agosto      |
| NASCAR Playoffs          |                                                        |                                                                      |                |
| Round of 16              |                                                        |                                                                      |                |
| 27                       | Cook Out Southern 500                                  | Darlington Raceway, Darlington, Carolina del Sud                     | 5 settembre    |
| 28                       | Federated Auto Parts 400                               | Richmond Raceway, Richmond, Virginia                                 | 11 settembre   |
| 29                       | Bass Pro Shops Night Race                              | Bristol Motor Speedway, Bristol, Tennessee                           | 18 settembre   |
| Round of 12              |                                                        |                                                                      |                |
| 30                       | South Point 400                                        | Las Vegas Motor Speedway, Las Vegas, Nevada                          | 26 settembre   |
| 31                       | YellaWood 500                                          | Talladega Superspeedway, Lincoln, Alabama                            | 4 ottobre      |
| 32                       | Bank of America Roval 400                              | Charlotte Motor Speedway (Roval), Concord, Carolina del Nord         | 10 ottobre     |
| Round of 8               |                                                        |                                                                      |                |
| 33                       | Autotrader EchoPark Automotive 500                     | Texas Motor Speedway, Fort Worth, Texas                              | 17 ottobre     |
| 34                       | Hollywood Casino 400                                   | Kansas Speedway, Kansas City, Kansas                                 | 24 ottobre     |
| 35                       | Xfinity 500                                            | Martinsville Speedway, Ridgeway, Virginia                            | 31 ottobre     |
| Championship 4           |                                                        |                                                                      |                |
| 36                       | NASCAR Cup Series Championship Race                    | Phoenix Raceway, Phoenix, Arizona                                    | 7 novembre     |

## Risultati stagione

### Risultati gare
| No.                        | Gara                                | Pole position    | Più giri in testa | Pilota vincitore   | Costruttore | Resoconto |
| -------------------------- | ----------------------------------- | ---------------- | ----------------- | ------------------ | ----------- | --------- |
|                            | Busch Clash                         | Ryan Blaney      | Denny Hamlin      | Kyle Busch         | Toyota      | Resoconto |
|                            | Bluegreen Vacations Duel 1          | Alex Bowman      | Aric Almirola     | Aric Almirola      | Ford        | Resoconto |
|                            | Bluegreen Vacations Duel 2          | William Byron    | William Byron     | Austin Dillon      | Chevrolet   | Resoconto |
| 1                          | Daytona 500                         | Alex Bowman      | Denny Hamlin      | Michael McDowell   | Ford        | Resoconto |
| 2                          | O'Reilly Auto Parts 253             | Chase Elliott    | Chase Elliott     | Christopher Bell   | Toyota      | Resoconto |
| 3                          | Dixie Vodka 400                     | Denny Hamlin     | William Byron     | William Byron      | Chevrolet   | Resoconto |
| 4                          | Pennzoil 400                        | Kevin Harvick    | Kyle Larson       | Kyle Larson        | Chevrolet   | Resoconto |
| 5                          | Instacart 500                       | Brad Keselowski  | Joey Logano       | Martin Truex Jr.   | Toyota      | Resoconto |
| 6                          | Folds of Honor QuikTrip 500         | Denny Hamlin     | Kyle Larson       | Ryan Blaney        | Ford        | Resoconto |
| 7                          | Food City Dirt Race                 | Kyle Larson      | Martin Truex Jr.  | Joey Logano        | Ford        | Resoconto |
| 8                          | Blue-Emu Maximum Pain Relief 500    | Joey Logano      | Denny Hamlin      | Martin Truex Jr.   | Toyota      | Resoconto |
| 9                          | Toyota Owners 400                   | Martin Truex Jr. | Denny Hamlin      | Alex Bowman        | Chevrolet   | Resoconto |
| 10                         | GEICO 500                           | Denny Hamlin     | Denny Hamlin      | Brad Keselowski    | Ford        | Resoconto |
| 11                         | Buschy McBusch Race 400             | Brad Keselowski  | Kyle Larson       | Kyle Busch         | Toyota      | Resoconto |
| 12                         | Goodyear 400                        | Brad Keselowski  | Martin Truex Jr.  | Martin Truex Jr.   | Toyota      | Resoconto |
| 13                         | Drydene 400                         | Martin Truex Jr. | Kyle Larson       | Alex Bowman        | Chevrolet   | Resoconto |
| 14                         | EchoPark Texas Grand Prix           | Tyler Reddick    | Joey Logano       | Chase Elliott      | Chevrolet   | Resoconto |
| 15                         | Coca-Cola 600                       | Kyle Larson      | Kyle Larson       | Kyle Larson        | Chevrolet   | Resoconto |
| 16                         | Toyota/Save Mart 350                | Kyle Larson      | Kyle Larson       | Kyle Larson        | Chevrolet   | Resoconto |
|                            | NASCAR All Star Open                | Tyler Reddick    | Tyler Reddick     | Aric Almirola      | Ford        | Resoconto |
|                            | NASCAR All-Star Race                | Kyle Larson      | William Byron     | Kyle Larson        | Chevrolet   | Resoconto |
| 17                         | Ally 400                            | Aric Almirola    | Kyle Larson       | Kyle Larson        | Chevrolet   | Resoconto |
| 18                         | Pocono Organics CBD 325             | Kyle Larson      | Kyle Busch        | Alex Bowman        | Chevrolet   | Resoconto |
| 19                         | Explore the Pocono Mountains 350    | Chris Buescher   | Brad Keselowski   | Kyle Busch         | Toyota      | Resoconto |
| 20                         | Jockey Made in America 250          | William Byron    | Chase Elliott     | Chase Elliott      | Chevrolet   | Resoconto |
| 21                         | Quaker State 400                    | Chase Elliott    | Kurt Busch        | Kurt Busch         | Chevrolet   | Resoconto |
| 22                         | Foxwoods Resort Casino 301          | Kyle Busch       | Kevin Harvick     | Aric Almirola      | Ford        | Resoconto |
| 23                         | Go Bowling at The Glen              | Brad Keselowski  | Martin Truex Jr.  | Kyle Larson        | Chevrolet   | Resoconto |
| 24                         | Verizon 200 at the Brickyard        | William Byron    | Kyle Larson       | A. J. Allmendinger | Chevrolet   | Resoconto |
| 25                         | FireKeepers Casino 400              | Kyle Larson      | Kyle Larson       | Ryan Blaney        | Ford        | Resoconto |
| 26                         | Coke Zero Sugar 400                 | Kyle Larson      | Joey Logano       | Ryan Blaney        | Ford        | Resoconto |
| NASCAR Cup Series Playoffs |                                     |                  |                   |                    |             |           |
| Round of 16                |                                     |                  |                   |                    |             |           |
| 27                         | Cook Out Southern 500               | Ryan Blaney      | Kyle Larson       | Denny Hamlin       | Toyota      | Resoconto |
| 28                         | Federated Auto Parts 400            | Kyle Larson      | Denny Hamlin      | Martin Truex Jr.   | Toyota      | Resoconto |
| 29                         | Bass Pro Shops Night Race           | Martin Truex Jr. | Kyle Larson       | Kyle Larson        | Chevrolet   | Resoconto |
| Round of 12                |                                     |                  |                   |                    |             |           |
| 30                         | South Point 400                     | Kyle Larson      | Denny Hamlin      | Denny Hamlin       | Toyota      | Resoconto |
| 31                         | YellaWood 500                       | Denny Hamlin     | Kevin Harvick     | Bubba Wallace      | Toyota      | Resoconto |
| 32                         | Bank of America Roval 400           | Denny Hamlin     | William Byron     | Kyle Larson        | Chevrolet   | Resoconto |
| Round of 8                 |                                     |                  |                   |                    |             |           |
| 33                         | Autotrader EchoPark Automotive 500  | Kyle Larson      | Kyle Larson       | Kyle Larson        | Chevrolet   | Resoconto |
| 34                         | Hollywood Casino 400                | Kyle Larson      | Kyle Larson       | Kyle Larson        | Chevrolet   | Resoconto |
| 35                         | Xfinity 500                         | Kyle Larson      | Chase Elliott     | Alex Bowman        | Chevrolet   | Resoconto |
| Championship 4             |                                     |                  |                   |                    |             |           |
| 36                         | NASCAR Cup Series Championship Race | Kyle Larson      | Kyle Larson       | Kyle Larson        | Chevrolet   | Resoconto |

## Classifiche

### Classifica piloti
(chiave) Grassetto – Pole position assegnata in base al tempo. Corsivo – Pole position stabilita con la formula della competizione. * – Maggiori giri in testa. 1 – Vincitore Stage 1. 2 – Vincitore Stage 2. 3 – Vincitore Stage 3.1–10 - I primi 10 classificati della Regular Season.

. – Eliminato dopo il Round of 16
. – Eliminato dopo il Round of 12
. – Eliminato dopo il Round of 8
| Pos.                             | Pilota              | DAY  | DRC  | HOM | LVS | PHO | ATL  | BRD  | MAR  | RCH  | TAL | KAN  | DAR  | DOV  | COA | CLT   | SON  | NSH | POC | POC | ROA | ATL | NHA | GLN | IRC  | MCH | DAY  |     | DAR  | RCH | BRI | LVS | TAL | ROV | TEX | KAN   | MAR | PHO  | Pts.  | Stage | Bonus |
| -------------------------------- | ------------------- | ---- | ---- | --- | --- | --- | ---- | ---- | ---- | ---- | --- | ---- | ---- | ---- | --- | ----- | ---- | --- | --- | --- | --- | --- | --- | --- | ---- | --- | ---- | --- | ---- | --- | --- | --- | --- | --- | --- | ----- | --- | ---- | ----- | ----- | ----- |
| 1                                | Kyle Larson         | 10   | 30   | 4   | 1*2 | 7   | 2*12 | 29   | 5    | 18   | 40  | 19*2 | 2    | 2*12 | 2   | 1*123 | 1*12 | 1*2 | 9   | 2   | 16  | 18  | 7   | 1   | 3*   | 3*  | 20   | 2*2 | 6    | 1*2 | 101 | 37  | 1   | 1*2 | 1*1 | 14    | 1*2 | 5040 | –     | 651   |       |
| 2                                | Martin Truex Jr.    | 25   | 12   | 3   | 6   | 1   | 9    | 19*1 | 1    | 5    | 31  | 6    | 1*12 | 19   | 35  | 29    | 3    | 22  | 18  | 111 | 9   | 3   | 12  | 3*2 | 15   | 10  | 29   | 4   | 1    | 7   | 4   | 12  | 29  | 25  | 7   | 4     | 21  | 5035 | –     | 297   |       |
| 3                                | Denny Hamlin        | 5*12 | 32   | 11  | 4   | 3   | 4    | 3    | 3*   | 2*12 | 32* | 12   | 5    | 7    | 14  | 7     | 8    | 21  | 4   | 14  | 5   | 13  | 10  | 5   | 23   | 5   | 13   | 1   | 2*12 | 91  | 1*2 | 7   | 5   | 11  | 5   | 24    | 3   | 5034 | –     | 302   |       |
| 4                                | Chase Elliott       | 2    | 21*1 | 14  | 13  | 5   | 38   | 10   | 2    | 12   | 24  | 5    | 7    | 3    | 1   | 2     | 2    | 39  | 12  | 27  | 1*  | 7   | 18  | 2   | 4    | 81  | 81   | 31  | 4    | 25  | 2   | 18  | 121 | 7   | 2   | 16*12 | 5   | 5032 | –     | 223   |       |
| Piloti fuori dal NASCAR Playoffs |                     |      |      |     |     |     |      |      |      |      |     |      |      |      |     |       |      |     |     |     |     |     |     |     |      |     |      |     |      |     |     |     |     |     |     |       |     |      |       |       |       |
| Pos.                             | Pilota              | DAY  | DRC  | HOM | LVS | PHO | ATL  | BRD  | MAR  | RCH  | TAL | KAN  | DAR  | DOV  | COA | CLT   | SON  | NSH | POC | POC | ROA | ATL | NHA | GLN | IRC  | MCH | DAY  |     | DAR  | RCH | BRI | LVS | TAL | ROV | TEX | KAN   | MAR | PHO  | Pts.  | Stage | Bonus |
| 5                                | Kevin Harvick       | 4    | 6    | 5   | 20  | 6   | 10   | 15   | 9    | 24   | 4   | 2    | 6    | 6    | 37  | 10    | 22   | 5   | 8   | 4   | 27  | 11  | 6*  | 8   | 14   | 14  | 15   | 5   | 8    | 2   | 9   | 8*  | 33  | 5   | 3   | 12    | 8   | 2361 | 57    | 29    |       |
| 6                                | Brad Keselowski     | 13   | 5    | 16  | 21  | 4   | 28   | 11   | 33   | 14   | 1   | 3    | 24   | 16   | 19  | 11    | 15   | 23  | 10  | 3*  | 13  | 10  | 32  | 35  | 24   | 9   | 33   | 7   | 13   | 6   | 7   | 2   | 20  | 4   | 17  | 3     | 10  | 2354 | 20    | 810   |       |
| 7                                | Ryan Blaney         | 30   | 15   | 29  | 5   | 101 | 1    | 8    | 1112 | 11   | 9   | 21   | 8    | 12   | 17  | 13    | 10   | 37  | 5   | 6   | 20  | 5   | 51  | 14  | 2    | 1   | 1    | 22  | 10   | 4   | 5   | 15  | 9   | 6   | 37  | 11    | 4   | 2350 | 26    | 246   |       |
| 8                                | Joey Logano         | 12   | 2    | 25  | 9   | 2*2 | 15   | 12   | 6    | 3    | 39  | 17   | 13   | 5    | 3*1 | 17    | 4    | 10  | 7   | 10  | 15  | 19  | 4   | 221 | 34   | 33  | 23*2 | 8   | 5    | 11  | 11  | 3   | 7   | 30  | 9   | 10    | 11  | 2336 | 4     | 138   |       |
| 9                                | Kyle Busch          | 14   | 35   | 10  | 3   | 25  | 5    | 17   | 10   | 8    | 18  | 1    | 3    | 27   | 102 | 3     | 5    | 11  | 2*1 | 1   | 3   | 21  | 37  | 4   | 20   | 72  | 34   | 35  | 9    | 21  | 3   | 27  | 42  | 81  | 28  | 2     | 7   | 2318 | 23    | 234   |       |
| 10                               | William Byron       | 26   | 33   | 1*2 | 8   | 8   | 8    | 6    | 4    | 7    | 2   | 9    | 4    | 4    | 11  | 4     | 35   | 3   | 3   | 122 | 331 | 20  | 21  | 6   | 33   | 2   | 37   | 34  | 19   | 3   | 18  | 36  | 11* | 2   | 62  | 5     | 17  | 2306 | 65    | 145   |       |
| 11                               | Kurt Busch          | 22   | 4    | 8   | 19  | 15  | 39   | 16   | 21   | 13   | 35  | 15   | 35   | 13   | 27  | 38    | 6    | 81  | 62  | 20  | 4   | 1*2 | 16  | 13  | 6    | 4   | 12   | 6   | 37   | 19  | 8   | 4   | 25  | 16  | 4   | 7     | 16  | 2297 | 60    | 8     |       |
| 12                               | Christopher Bell    | 16   | 1    | 20  | 7   | 9   | 21   | 34   | 7    | 4    | 17  | 28   | 14   | 21   | 38  | 24    | 24   | 9   | 17  | 32  | 2   | 8   | 2   | 7   | 36   | 13  | 32   | 20  | 3    | 29  | 24  | 5   | 8   | 3   | 8   | 17    | 9   | 2279 | 10    | 5     |       |
| 13                               | Tyler Reddick       | 27   | 38   | 2   | 22  | 29  | 26   | 7    | 8    | 20   | 7   | 7    | 12   | 8    | 9   | 9     | 19   | 18  | 11  | 9   | 82  | 6   | 13  | 10  | 2112 | 29  | 5    | 18  | 15   | 12  | 6   | 39  | 2   | 9   | 22  | 18    | 19  | 2250 | 34    | 3     |       |
| 14                               | Alex Bowman         | 35   | 10   | 9   | 27  | 13  | 3    | 22   | 34   | 1    | 38  | 18   | 17   | 1    | 8   | 5     | 9    | 14  | 1   | 7   | 22  | 4   | 9   | 20  | 17   | 16  | 7    | 26  | 12   | 5   | 22  | 38  | 10  | 33  | 11  | 1     | 18  | 2240 | 23    | 15    |       |
| 15                               | Aric Almirola       | 34   | 17   | 30  | 38  | 11  | 20   | 36   | 20   | 6    | 15  | 29   | 37   | 37   | 26  | 22    | 27   | 4   | 16  | 16  | 14  | 23  | 1   | 16  | 19   | 17  | 14   | 16  | 14   | 18  | 19  | 26  | 24  | 18  | 26  | 6     | 6   | 2215 | 13    | 5     |       |
| 16                               | Michael McDowell    | 1    | 8    | 6   | 17  | 23  | 19   | 12   | 31   | 27   | 3   | 13   | 27   | 25   | 7   | 20    | 28   | 16  | 19  | 17  | 30  | 27  | 25  | 21  | 30   | 20  | 39   | 37  | 28   | 24  | 21  | 17  | 16  | 17  | 16  | 26    | 24  | 2152 | 2     | 5     |       |
| 17                               | Austin Dillon       | 3    | 34   | 12  | 12  | 17  | 6    | 21   | 14   | 10   | 8   | 10   | 16   | 14   | 12  | 6     | 13   | 12  | 21  | 13  | 11  | 12  | 17  | 15  | 31   | 36  | 17   | 10  | 11   | 15  | 13  | 11  | 15  | 14  | 10  | 13    | 15  | 935  | 113   | –     |       |
| 18                               | Matt DiBenedetto    | 33   | 37   | 28  | 16  | 14  | 11   | 13   | 12   | 9    | 51  | 4    | 19   | 24   | 23  | 18    | 23   | 24  | 32  | 18  | 10  | 9   | 11  | 11  | 5    | 6   | 25   | 23  | 18   | 10  | 12  | 35  | 6   | 13  | 23  | 15    | 12  | 775  | 49    | 1     |       |
| 19                               | Chris Buescher      | 31   | 11   | 191 | 14  | 18  | 7    | 14   | 13   | 25   | 21  | 8    | 9    | 17   | 13  | 8     | 16   | 36  | 20  | 19  | 18  | 16  | 29  | 17  | 12   | 15  | 40   | 9   | 24   | 23  | 25  | 61  | 3   | 21  | 12  | 9     | 25  | 771  | 57    | 2     |       |
| 20                               | Ross Chastain       | 7    | 39   | 17  | 23  | 19  | 14   | 35   | 17   | 15   | 16  | 14   | 15   | 15   | 4   | 37    | 7    | 2   | 33  | 26  | 7   | 21  | 8   | 12  | 29   | 35  | 18   | 3   | 7    | 14  | 23  | 33  | 23  | 28  | 13  | 27    | 14  | 729  | 63    | –     |       |
| 21                               | Bubba Wallace       | 17   | 26   | 22  | 28  | 16  | 16   | 27   | 16   | 26   | 192 | 26   | 21   | 11   | 39  | 14    | 14   | 20  | 14  | 5   | 24  | 14  | 26  | 23  | 13   | 19  | 2    | 21  | 32   | 16  | 16  | 12  | 14  | 32  | 14  | 25    | 39  | 699  | 56    | 6     |       |
| 22                               | Ricky Stenhouse Jr. | 18   | 18   | 13  | 11  | 12  | 12   | 2    | 15   | 17   | 33  | 34   | 20   | 20   | 22  | 12    | 37   | 6   | 15  | 38  | 12  | 37  | 15  | 19  | 11   | 12  | 22   | 17  | 23   | 20  | 17  | 16  | 21  | 34  | 24  | 19    | 36  | 666  | 40    | –     |       |
| 23                               | Chase Briscoe (R)   | 19   | 32   | 18  | 21  | 22  | 23   | 20   | 27   | 22   | 11  | 20   | 11   | 35   | 6   | 23    | 17   | 31  | 24  | 21  | 6   | 15  | 27  | 9   | 26   | 11  | 21   | 19  | 16   | 13  | 14  | 14  | 22  | 15  | 19  | 22    | 35  | 655  | 30    | –     |       |
| 24                               | Erik Jones          | 39   | 14   | 27  | 10  | 20  | 24   | 9    | 30   | 19   | 27  | 25   | 18   | 22   | 16  | 16    | 11   | 19  | 22  | 31  | 19  | 24  | 19  | 27  | 7    | 18  | 11   | 32  | 21   | 8   | 26  | 9   | 17  | 12  | 29  | 8     | 22  | 641  | 14    | –     |       |
| 25                               | Daniel Suárez       | 36   | 16   | 15  | 26  | 21  | 17   | 4    | 32   | 16   | 23  | 11   | 23   | 9    | 33  | 15    | 12   | 7   | 13  | 15  | 36  | 36  | 20  | 31  | 37   | 22  | 19   | 13  | 17   | 22  | 15  | 23  | 13  | 10  | 15  | 28    | 21  | 634  | 30    | –     |       |
| 26                               | Cole Custer         | 11   | 13   | 23  | 25  | 31  | 18   | 24   | 18   | 23   | 10  | 24   | 36   | 10   | 36  | 21    | 20   | 30  | 38  | 24  | 17  | 17  | 14  | 18  | 25   | 23  | 24   | 11  | 22   | 28  | 29  | 13  | 18  | 19  | 18  | 23    | 13  | 575  | 8     | –     |       |
| 27                               | Ryan Preece         | 6    | 9    | 21  | 15  | 26  | 25   | 18   | 36   | 29   | 14  | 32   | 25   | 18   | 15  | 26    | 21   | 32  | 23  | 8   | 40  | 25  | 22  | 28  | 35   | 21  | 4    | 12  | 25   | 17  | 28  | 32  | 19  | 36  | 21  | 36    | 20  | 557  | 35    | –     |       |
| 28                               | Ryan Newman         | 38   | 20   | 7   | 18  | 28  | 13   | 5    | 19   | 30   | 13  | 16   | 10   | 23   | 24  | 27    | 33   | 13  | 37  | 22  | 32  | 28  | 24  | 25  | 10   | 24  | 3    | 14  | 20   | 38  | 20  | 21  | 39  | 35  | 27  | 32    | 23  | 546  | 9     | –     |       |
| 29                               | Corey LaJoie        | 9    | 31   | 36  | 37  | 27  | 29   | 38   | 37   | 21   | 22  | 27   | 22   | 26   | 20  | 19    | 18   | 15  | 36  | 23  | 21  | 22  | 23  | 24  | 16   |     | 16   | 15  | 29   | 26  | 30  | 22  | 35  | 20  | 25  | 21    | 32  | 448  | 15    | –     |       |
| 30                               | Anthony Alfredo (R) | 32   | 22   | 24  | 24  | 37  | 27   | 39   | 26   | 31   | 12  | 23   | 26   | 28   | 18  | 25    | 31   | 17  | 26  | 34  | 37  | 26  | 32  | 26  | 38   | 34  | 26   | 24  | 26   | 35  | 27  | 10  | 26  | 29  | 38  | 20    | 34  | 352  | 1     | –     |       |
| 31                               | Quin Houff          | 29   | 40   | 35  | 33  | 32  | 33   | 25   | 24   | 34   | 37  | 37   | 30   | 29   | 34  | 32    | 36   | 38  | 31  | 33  | 34  | 35  | 35  | 32  | 22   | 30  | 38   | 30  | 35   | 34  | 34  | 19  | 30  | 31  | 35  | 34    | 37  | 176  | –     | –     |       |
| 32                               | James Davison       |      | 23   | 37  |     | 33  | 32   |      | 22   | 33   |     |      | 31   | 33   | 29  | 33    | 25   |     | 28  | 30  | 28  |     | 36  | 37  | 32   |     |      | 36  |      | 33  |     | 34  |     |     |     |       |     | 117  | –     | –     |       |
| 33                               | Jamie McMurray      | 8    |      |     |     |     |      |      |      |      |     |      |      |      |     |       |      |     |     |     |     |     |     |     |      |     |      |     |      |     |     |     |     |     |     |       |     | 30   | –     | –     |       |
| 34                               | Scott Heckert       |      | 28   |     |     |     |      |      |      |      |     |      |      |      |     |       | 26   |     |     |     |     |     |     |     |      |     |      |     |      |     |     |     | 31  |     |     |       |     | 26   | –     | –     |       |
| 35                               | Joey Hand           |      |      |     |     |     |      |      |      |      |     |      |      |      |     |       |      |     |     |     |     |     |     |     |      |     |      |     |      |     |     |     | 27  |     |     |       |     | 10   | –     | –     |       |
| 36                               | Mike Marlar         |      |      |     |     |     |      | 31   |      |      |     |      |      |      |     |       |      |     |     |     |     |     |     |     |      |     |      |     |      |     |     |     |     |     |     |       |     | 6    | –     | –     |       |
| 37                               | Chris Windom        |      |      |     |     |     |      | 33   |      |      |     |      |      |      |     |       |      |     |     |     |     |     |     |     |      |     |      |     |      |     |     |     |     |     |     |       |     | 4    | –     | –     |       |
| 38                               | David Ragan         | 37   |      |     |     |     |      |      |      |      |     |      |      |      |     |       |      |     |     |     |     |     |     |     |      |     |      |     |      |     |     |     |     |     |     |       |     | 4    | –     | –     |       |
| 39                               | R. C. Enerson       |      |      |     |     |     |      |      |      |      |     |      |      |      |     |       |      |     |     |     |     |     |     | 34  |      |     |      |     |      |     |     |     |     |     |     |       |     | 3    | –     | –     |       |
| 40                               | Shane Golobic       |      |      |     |     |     |      | 37   |      |      |     |      |      |      |     |       |      |     |     |     |     |     |     |     |      |     |      |     |      |     |     |     |     |     |     |       |     | 3    | –     | –     |       |
| 41                               | Ryan Eversley       |      |      |     |     |     |      |      |      |      |     |      |      |      |     |       |      |     |     |     | 39  |     |     |     |      |     |      |     |      |     |     |     |     |     |     |       |     | 2    | –     | –     |       |
| 42                               | Derrike Cope        | 40   |      |     |     |     |      |      |      |      |     |      |      |      |     |       |      |     |     |     |     |     |     |     |      |     |      |     |      |     |     |     |     |     |     |       |     | 1    | –     | –     |       |
| Piloti non a punti               |                     |      |      |     |     |     |      |      |      |      |     |      |      |      |     |       |      |     |     |     |     |     |     |     |      |     |      |     |      |     |     |     |     |     |     |       |     |      |       |       |       |
| Pos.                             | Pilota              | DAY  | DRC  | HOM | LVS | PHO | ATL  | BRD  | MAR  | RCH  | TAL | KAN  | DAR  | DOV  | COA | CLT   | SON  | NSH | POC | POC | ROA | ATL | NHA | GLN | IRC  | MCH | DAY  |     | DAR  | RCH | BRI | LVS | TAL | ROV | TEX | KAN   | MAR | PHO  | Pts.  | Stage | Bonus |
|                                  | A. J. Allmendinger  |      | 7    |     |     |     |      |      |      |      |     |      |      |      | 5   |       |      |     |     |     | 29  |     |     |     | 1    |     |      |     |      |     |     |     | 38  |     |     |       |     |      |       |       |       |
|                                  | Justin Haley        |      | 24   | 26  | 29  | 24  | 30   |      | 35   | 38   | 30  | 30   | 28   |      | 40  | 28    |      | 35  | 27  |     | 25  | 29  | 28  | 29  | 8    | 25  | 6    | 25  | 27   | 36  | 32  | 20  | 37  | 37  | 39  | 31    | 26  |      |       |       |       |
|                                  | Kaz Grala           | 28   |      |     |     |     |      |      |      |      | 6   |      |      |      |     |       |      |     |     |     |     |     |     |     |      |     | 35   |     |      |     |     |     |     |     |     |       |     |      |       |       |       |
|                                  | Austin Cindric      | 15   |      |     |     |     | 22   |      |      | 28   |     | 22   |      |      | 25  |       |      |     |     |     | 38  |     |     |     | 9    |     |      |     |      |     |     |     |     |     |     |       |     |      |       |       |       |
|                                  | B. J. McLeod        | 23   |      | 34  | 30  | 30  | 34   |      | 29   | 32   | 25  | 31   | 32   | 36   |     | 31    |      | 28  | 30  | 29  |     | 30  | 30  | 28  |      |     | 9    | 27  | 30   | 37  | 33  | 30  |     | 22  | 30  | 29    | 27  |      |       |       |       |
|                                  | Josh Bilicki        | 24   | 36   | 33  | 35  | 35  | 37   | 30   | 23   | 37   | 36  | 39   | 33   | 34   | 30  | 35    | 29   | 26  | 34  | 35  | 23  | 34  | 34  | 33  | 18   | 31  | 10   | 28  | 36   | 31  | 36  | 31  | 28  | 26  | 33  | 35    | 30  |      |       |       |       |
|                                  | Ty Dillon           | DNQ  | 19   |     |     |     |      | 26   |      |      |     |      |      |      | 21  |       |      |     |     |     | 26  |     |     |     |      |     |      |     |      |     |     |     |     |     |     |       |     |      |       |       |       |
|                                  | Joey Gase           | 20   |      |     | 34  |     | 35   |      |      |      | 34  | 35   |      |      |     |       |      | 29  |     |     |     |     |     |     |      | 37  | 31   | 29  | 33   |     | 37  | 25  |     | 39  | 32  | 38    | 29  |      |       |       |       |
|                                  | Harrison Burton     |      |      |     |     |     |      |      |      |      | 20  |      |      |      |     |       |      |     |     |     |     |     |     |     |      |     |      |     |      |     |     |     |     |     |     |       |     |      |       |       |       |
|                                  | Parker Kligerman    |      |      |     |     |     |      |      |      |      |     |      |      |      |     |       |      |     |     |     |     |     |     |     |      |     |      |     |      |     |     |     |     |     | 20  |       |     |      |       |       |       |
|                                  | Cody Ware           | 21   | 25   | 32  | 32  | 36  | 31   | 32   | 28   | 36   | 28  | 36   | 34   | 31   | 32  | 30    | 34   |     | 25  | 28  | 31  | 33  | 31  |     | 40   | 27  | 28   | 33  |      |     | 31  | 28  | 36  | 38  | 31  | 30    | 28  |      |       |       |       |
|                                  | David Starr         |      |      |     |     |     |      |      |      |      |     |      |      |      |     | 36    |      | 34  |     |     |     |     |     |     |      |     | 27   |     |      | 32  |     |     |     | 23  | 34  |       | 33  |      |       |       |       |
|                                  | Stewart Friesen     |      |      |     |     |     |      | 23   |      |      |     |      |      |      |     |       |      |     |     |     |     |     |     |     |      |     |      |     |      |     |     |     |     |     |     |       |     |      |       |       |       |
|                                  | Garrett Smithley    | DNQ  | 27   | 31  | 31  | 34  |      |      |      | 35   |     | 33   |      | 32   | 28  | 34    | 32   | 25  | 29  | 36  |     | 31  | 33  | 36  | 28   | 32  | 30   |     | 31   | 30  | 35  | 29  | 34  | 24  |     | 33    | 31  |      |       |       |       |
|                                  | Landon Cassill      |      |      |     |     |     |      |      |      |      |     |      |      |      |     |       |      |     |     |     |     |     |     |     |      |     | 36   |     |      |     |     | 24  |     |     |     |       |     |      |       |       |       |
|                                  | J. J. Yeley         |      |      |     |     |     |      | 28   | 25   |      | 26  |      | 29   |      |     |       |      | 27  |     |     |     |     |     |     |      |     |      |     | 34   | 27  | 38  |     |     |     |     |       |     |      |       |       |       |
|                                  | Justin Allgaier     |      |      |     |     |     |      |      |      |      |     |      |      |      |     |       |      |     |     | 25  |     |     |     |     |      |     |      |     |      |     |     | 40  |     |     |     |       |     |      |       |       |       |
|                                  | Josh Berry          |      |      |     |     |     |      |      |      |      |     |      |      | 30   |     |       |      |     |     |     |     |     |     |     |      | 26  |      |     |      |     |     |     |     |     |     |       |     |      |       |       |       |
|                                  | Timmy Hill          | DNQ  | 29   | 38  | 36  | 38  | 36   |      |      |      | 29  |      |      |      |     |       |      |     | 35  | 37  |     |     |     |     | 27   |     |      |     |      |     |     |     | 32  | 27  |     | 37    | 38  |      |       |       |       |
|                                  | Kyle Tilley         |      |      |     |     |     |      |      |      |      |     |      |      |      | 31  |       |      |     |     |     | 35  |     |     | 30  |      |     |      |     |      |     |     |     |     |     |     |       |     |      |       |       |       |
|                                  | Ben Rhodes          |      |      |     |     |     |      |      |      |      |     |      |      |      |     |       | 30   |     |     |     |     |     |     |     |      |     |      |     |      |     |     |     |     |     |     |       |     |      |       |       |       |
|                                  | Bayley Currey       |      |      |     |     |     |      |      |      |      |     |      |      |      |     |       |      |     |     |     |     | 32  |     |     |      |     |      |     |      |     |     |     |     |     |     |       |     |      |       |       |       |
|                                  | Chad Finchum        |      |      |     |     |     |      |      |      |      |     |      |      |      |     |       |      | 33  |     |     |     |     |     |     |      |     |      |     |      |     |     |     |     |     | 40  |       |     |      |       |       |       |
|                                  | Ryan Ellis          |      |      |     |     |     |      |      |      |      |     |      |      |      |     |       |      |     |     |     |     |     |     |     |      |     |      |     |      |     |     |     |     |     | 36  |       |     |      |       |       |       |
|                                  | Matt Mills          |      |      |     |     |     |      |      |      |      |     | 38   |      |      |     |       |      |     |     |     |     |     |     |     |      |     |      |     |      |     |     |     |     |     |     |       |     |      |       |       |       |
|                                  | Andy Lally          |      |      |     |     |     |      |      |      |      |     |      |      |      |     |       |      |     |     |     |     |     |     |     | 39   |     |      |     |      |     |     |     |     |     |     |       |     |      |       |       |       |
|                                  | Noah Gragson        | DNQ  |      |     |     |     |      |      |      |      |     |      |      |      |     |       |      |     |     |     |     |     |     |     |      |     |      |     |      |     |     |     |     |     |     |       |     |      |       |       |       |
| Pos.                             | Pilota              | DAY  | DRC  | HOM | LVS | PHO | ATL  | BRD  | MAR  | RCH  | TAL | KAN  | DAR  | DOV  | COA | CLT   | SON  | NSH | POC | POC | ROA | ATL | NHA | GLN | IRC  | MCH | DAY  | DAR | RCH  | BRI | LVS | TAL | ROV | TEX | KAN | MAR   | PHO | Pts. | Stage | Bonus |       |

### Classifica costruttori
| Pos | Costruttore | Vittorie | Punti |
| --- | ----------- | -------- | ----- |
| 1   | Chevrolet   | 19       | 1336  |
| 2   | Toyota      | 10       | 1239  |
| 3   | Ford        | 7        | 1236  |